# امپتیل
longitudeامپتیلlatitudeامپتیل
امپتیل (به انگلیسی: Ampthill) یک شهرک در بریتانیا است که در انگلستان واقع شده‌است.

## خصوصیات
امپتیل ۶٬۷۶۷ نفر جمعیت دارد.